# Hermann Weingärtner

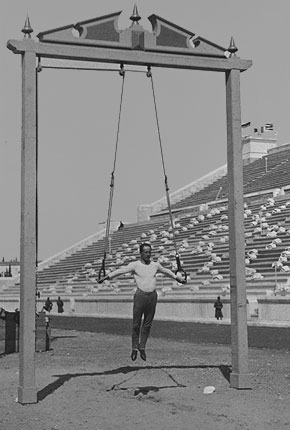
Hermann Weingärtner an den Ringen

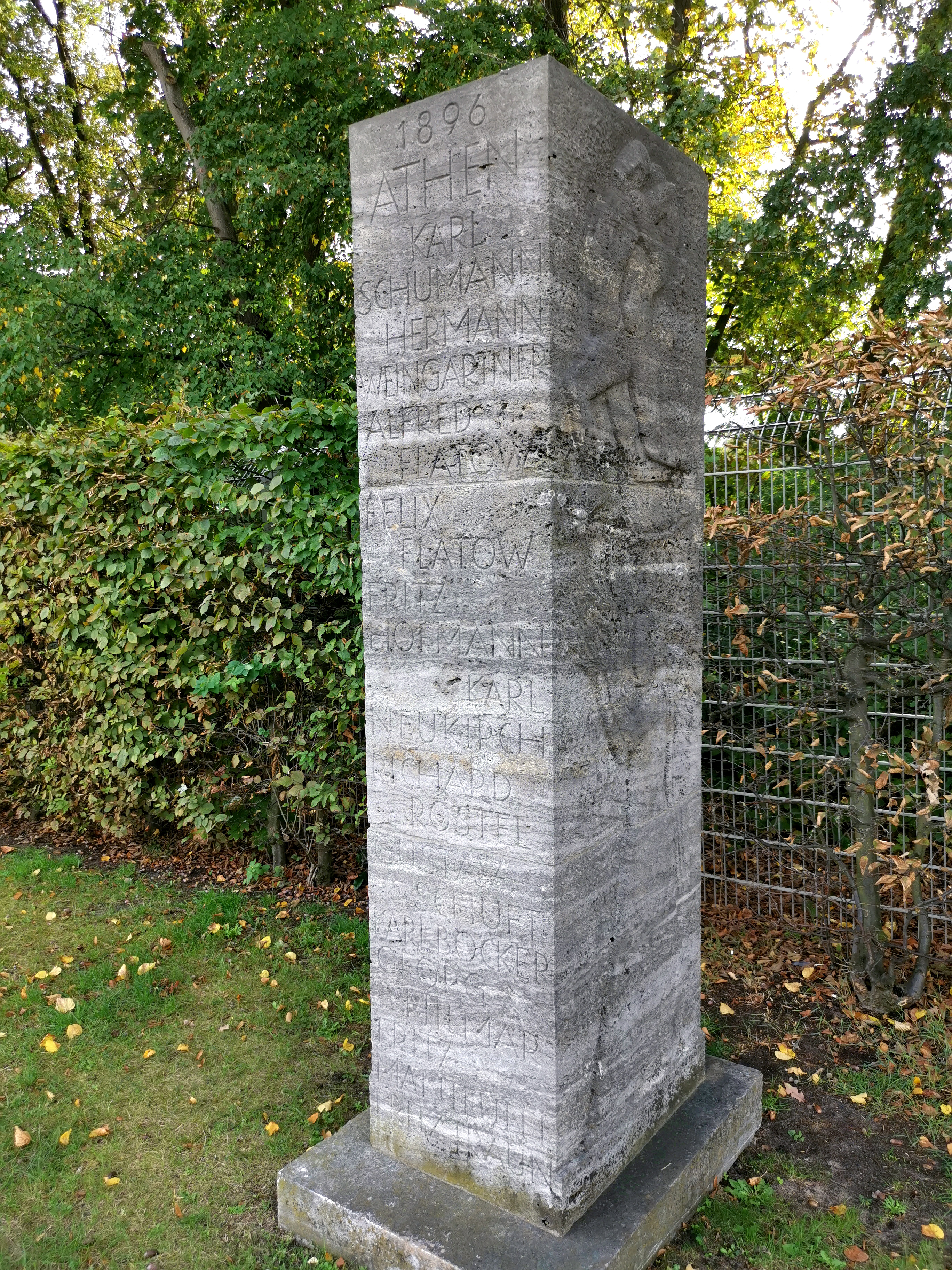
Siegerstele der deutschen Goldmedaillengewinner von 1896 mit seinem Namen am Olympiastadion Berlin

Hermann Otto Ludwig Weingärtner (* 27. August 1864 in Frankfurt (Oder); † 22. Dezember 1919 ebenda) war ein deutscher Turner und Olympiasieger.
Er war der Sohn des Turn- und Schwimmlehrers und Badeanstaltsbesitzers Gustav Weingärtner und seiner Ehefrau Wilhelmine. Er war nach Albert und Robert der drittälteste von fünf Söhnen (jüngere Brüder Max und Adolf). Die Familie wohnte in der Fischerstrasse 2, 94/95 und 100.
Weingärtner wurde in Frankfurt (Oder) geboren, erlernte den Beruf des Kaufmanns und war Mitglied des Frankfurter Turnvereins 1860. Aufgrund beruflicher Verpflichtungen zog er nach Berlin und trat 1885 der Berliner Turnerschaft bei. Seinen ersten großen nationalen Erfolg erreichte er beim 8. Deutschen Turnfest 1894 in Breslau (Wrocław), ein Jahr später gewann er eine goldene Plakette beim Bundesturnfest in Rom.
Bei den I. Olympischen Sommerspielen 1896 in Athen gewann Weingärtner am 9. April den Einzelwettbewerb am Reck. Ferner gewann er die Mannschaftswettbewerbe am Reck und am Barren. Zweite Plätze errang er an den Ringen und beim Pauschenpferd. Am Barren soll er zudem Dritter im Einzelwettbewerb gewesen sein, wobei andere Quellen, darunter die offizielle Seite des Internationalen Olympischen Komitees seine Bronzemedaille dem „vault men“, was dem Sprung am Sprungpferd entspricht, zuordnet. Er war mit drei Goldmedaillen, gemeinsam mit Alfred Flatow und Paul Masson, erfolgreichster Sieger hinter Carl Schuhmann und erzielte in der internationalen Gesamtwertung den zweiten Platz.
In Deutschland wurde er auf seine Olympiateilnahme hin gesperrt, da die Deutsche Turnerschaft zunächst für die Teilnahme an den Olympischen Spielen 1896 gesperrt. Der Grund war der Boykott der Olympischen Spiele durch die Deutsche Turnerschaft, die sich gegen das olympische Konzept stellte. Er ging zurück nach Frankfurt (Oder) und leitete dort bis zu seinem Tod im Jahr 1919 die Badeanstalt seines Vaters auf der Insel Ziegenwerder. Am 22. Dezember 1910 erhielt er für die Rettung eines Ertrinkenden die Rettungsmedaille am Band.
Hermann Weingärtner heiratete 1900 die Bäckerstochter Elisabeth Kummert, mit der er drei Kinder hatte: Ella, Erich und Klara.
Hermann Weingärtner starb am 22. Dezember 1919 an einem Herzschlag, den er erlitt, als er mit einem Kahn vom Ziegenwerder an das Oderufer am Ende der Bischofstraße übersetzte.

## Ehrungen
- Das Grab auf dem Frankfurt Hauptfriedhof erhielt am 10. Dezember 2018 eine Erinnerungstafel.
- Der Hauptweg auf der Insel Ziegenwerder in Frankfurt (Oder) heißt seit 1996 „Hermann-Weingärtner-Weg“.
- 2007 erhielt Marcus Thätner, EM-Dritter im Ringen, den erstmals vergebenen Hermann-Weingärtner-Preis der Stadt Frankfurt (Oder) und die damit verbundene Prämie in Höhe von 1896 Euro.[5] 2009 erhielt ihn Romy Tarangul (Bronzemedaillengewinnerin der WM in der Klasse bis 52 Kilogramm) vom Judo-Club 90 Frankfurt (Oder).[6] Weitere Preisträger sind u. a. Radweltmeister Reinhard Scheer 2011 und Skeetschütze Ralf Buchheim 2013.[7]